# Provinz Vercelli
Die Provinz Vercelli (italienisch Provincia di Vercelli) ist eine italienische Provinz in der Region Piemont mit 165.704 Einwohnern (Stand 31. Dezember 2023).

## Geographie und Verkehr

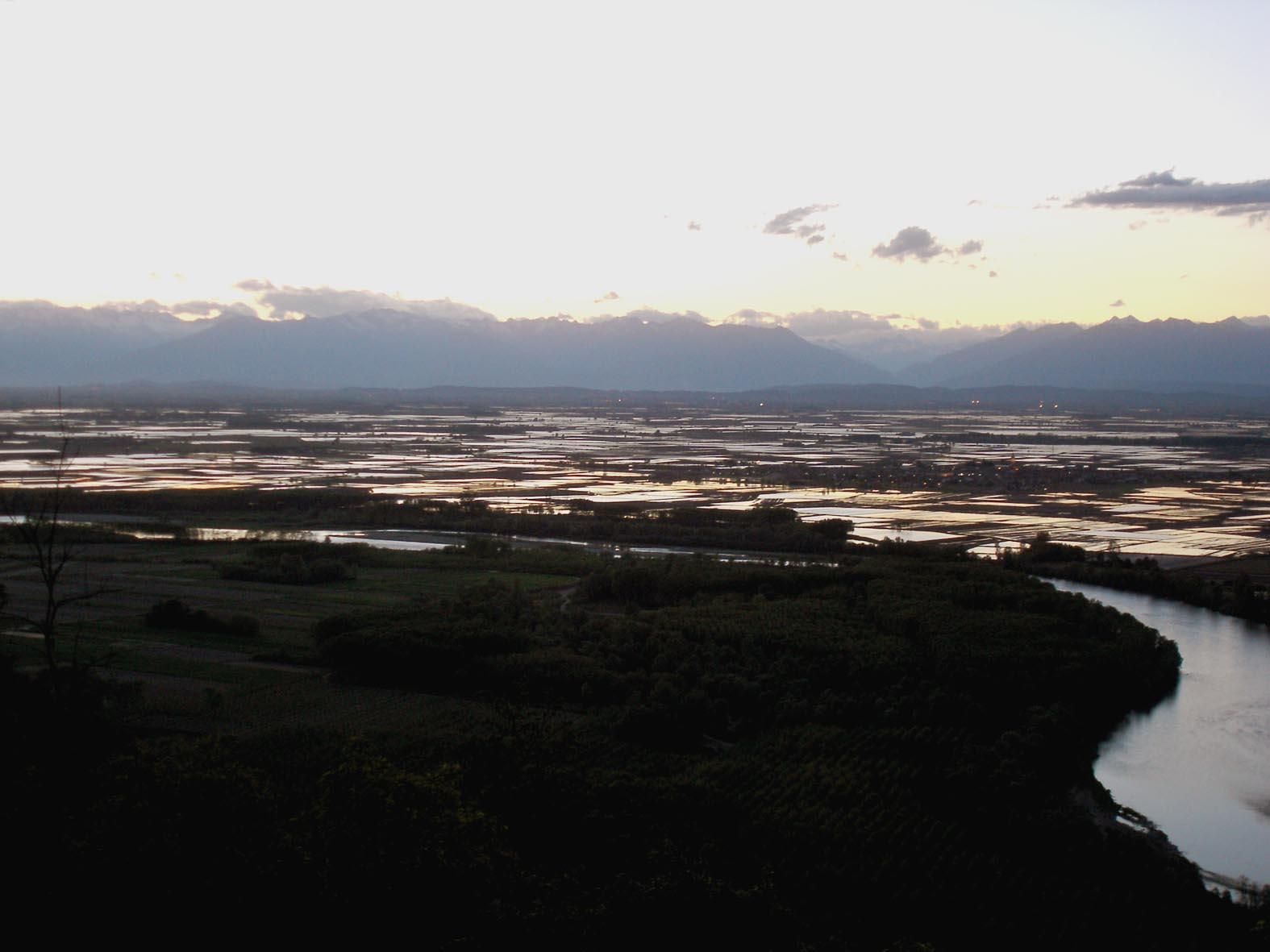
Reisfelder in der Provinz Vercelli

Das Gebiet der Provinz Vericelli besteht aus einem alpinen Teil im Norden und einem dichter besiedelten Teil im Flachland, der sich südlich daran anschließt. Die beiden Gebiete sind durch eine Verengung bei Serravalle Sesia miteinander verbunden.
Um die gleichnamige Hauptstadt im Süden der Provinz erstreckt sich eine von Reisfeldern geprägte Ebene, die von Flüssen und Wildbächen bewässert wird. Einer dieser Flüsse ist die Sesia, die dem Tal Valsesia seinen Namen gibt. Er entspringt an den Gletschern des Monte Rosa im Norden.
Die Provinz wird von drei Autobahnen durchquert: die A4 Mailand–Turin in Ost-West-Richtung, die A26 Voltri (Genua)–Simplon in Süd-Nord-Richtung, sowie die Verbindungsautobahn Santhià–Ivrea, die die A4 mit der A5 Turin–Aosta verbindet.
Durch die Eisenbahn wird die Provinz von der Linie Turin–Mailand durchquert, während Vercelli mit Biella und mit Mortara und Pavia verbunden ist. Des Weiteren existiert eine Verbindung von Varallo Sesia im Valsesia nach Novara.

## Tourismus
Das Valsesia ist das Gebiet der Provinz, das hauptsächlich zum Tourismus beiträgt. Eine große Rolle spielt dabei die Wildwasserstrecke bei Varallo Sesia. Aber auch als Skigebiet wird die Region genutzt, insbesondere Mera und Alagna Valsesia.
Der Heilige Berg Sacro Monte di Varallo liegt in der Gemeinde Varallo Sesia. Er ist ein bekannter Wallfahrtsort und ist seit 2003 von der UNESCO als einer der Sacri Monti als Weltkulturerbe anerkannt.

## Größte Gemeinden
(Stand 31. Dezember 2023)
| Gemeinde         | Einwohner |
| ---------------- | --------- |
| Vercelli         | 45.643    |
| Borgosesia       | 12.053    |
| Santhià          | 08.058    |
| Gattinara        | 07.526    |
| Crescentino      | 07.516    |
| Trino            | 06.659    |
| Varallo          | 06.856    |
| Serravalle Sesia | 04.718    |
| Cigliano         | 04.254    |
| Livorno Ferraris | 04.215    |
| Quarona          | 03.766    |
| Saluggia         | 03.790    |